# Klosstjärnen (Ramsbergs socken, Västmanland)
Klosstjärnen är en sjö i Lindesbergs kommun i Västmanland och ingår i Norrströms huvudavrinningsområde. Sjön är 12,8 meter djup, har en yta på 0,0257 kvadratkilometer och är belägen 289 meter över havet.